# Huaca de la Universidad Nacional Mayor de San Marcos
La Huaca de la Universidad Nacional Mayor de San Marcos es un monumento arqueológico que se ubica dentro del campus universitario principal —en uno de los extremos— de la referida universidad, razón por la cual recibe coloquialmente el nombre de "Huaca de San Marcos" o "Huaca San Marcos". Es un ejemplo representativo de la arquitectura del inmenso complejo arquitectónico de Maranga. El antiguo nombre de "Huaca Aramburú" se debe a que se encontraba dentro de los terrenos de la hacienda del mismo nombre, antes de la construcción de la ciudad universitaria. Actualmente, el llamado Montículo 22, una huaca más pequeña situada al sur, conserva el antiguo nombre "Aramburú".

## Descripción

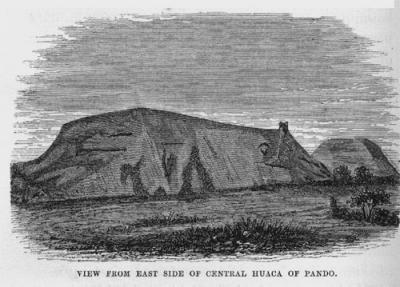
La Huaca San Marcos (antiguamente denominada Huaca Pando o Huaca Aramburú) captada por el investigador Thomas Joseph Hutchinson en 1873. Forma parte del complejo arqueológico Maranga. Antiguamente tenía a su frente a la huaca Concha, destruida a mediados del.

Forma parte del complejo arqueológico Maranga, perteneciente a la cultura Lima, habiendo restos arqueológicos conservados de este mismo complejo en otros lugares, como dentro del Parque de las Leyendas y la Pontificia Universidad Católica del Perú, que se extienden entre los distritos de Lima, San Miguel y Pueblo Libre.
Tiene forma piramidal y mide 300 por 120 m de lado y 30 m de altura, siendo la huaca de mayor tamaño del complejo, y una de las más grandes del Perú Antiguo. Está formada por la superposición de 5 plataformas, sobre las que se construyeron diversos recintos. Sus muros de sostenimiento, construidos con adobes pequeños o adobitos, estuvieron enlucidos y pintados de amarillo. Por sus dimensiones, fue sin duda la principal huaca de Maranga, de la cultura lima; posteriormente, bajo la cultura ichma, se convirtió en cementerio.
Una plataforma pequeña adosada al cuerpo principal de esta pirámide por el lado sur fue cortada en 1924 para dar paso a la avenida del Progreso (hoy Venezuela), que une Lima y Callao, y que lo separa de la Huaca 22. Posteriormente ha sufrido más depredaciones.
La huaca San Marcos es estudiada y custodiada por arqueólogos e investigadores de la Universidad de San Marcos. En ella se han encontrado diversos ceramios, fardos funerarios, tejidos, ofrendas (como el spondylus) y quipus. Teniendo una importancia cultural innegable, el Instituto Nacional de Cultura declaró a la huaca San Marcos "Patrimonio cultural de la Nación".

## Fuente de información brindada en la huaca por los investigadores de la UNMSM
La parte baja del Rímac, alberga gran cantidad de restos prehispánicos, uno de ellos es el conjunto arquitectónico de Maranga de la cultura Lima (0-600 d.c) que tiene un área de 1,5 km de norte a sur y 1 km de este a oeste; actualmente comprendida entre las avenidas O.R. Benavides (ex colonial) por el norte, La Marina por el sur y 1 km de este a oeste; Universitaria por el sur y Faucett por el oeste. Según foto aérea de 1944 el complejo Maranga estuvo constituido por 16 edificios, pero en el campus universitario se encuentra 7, de este grupo sobresale la Huaca San Marcos que probablemente fue el edificio principal y su construcción debió de iniciarse en las fases tardías de esta cultura, cuando logra su máximo desarrollo.
Estos vestigios arqueológicos fueron descritos y estudiados, tanto por viajeros como por Arqueólogos tales como Hulchinson (1973), Middendorf (1984) que elaboro un plano de estos edificios identificándolos por número, Max. Uhle (1905) y  Jijón y Caamaño (1925), los últimos estuvo a cargo de la Dr. Ruth Shady(2000)
La cultura Lima se caracterizó principalmente por su arquitectura monumental en la construcción de estos se utilizó cantos rodados, tierra y arena; conformando estructuras superpuestas y en la elaboración de los muros y pisos se utilizó adobe y arcilla. Las estructuras más antiguas fueron compuestos de adobitos modelados a mano pero a fines del intermedio temprano se incorporó el tapial.
En cuanto a su cerámica, su decoración era geométrica comprendiendo los colores rojos, negro y blanco. Este ha sido dividido en dos fases una temprana conocida como playa Grande o interlocking donde el diseño básico es entrelazado configurando peces de cabeza triangular y la segunda, más tardía, recibió el nombre de Maranga o Cajamarquilla, donde el diseño es de trazos geométricos simple con una pasta anaranjada y fina (estilo Nievería), esta última con componentes foráneos relacionados con la costa y sierra del sur (Lumbreras 1974).
En cuanto a la textilería, tienen representaciones parecidas a la cerámica. Los entierros en la cultura Lima son de cuerpo extendido y sobre literas o el suelo mismo.
Si bien las construcciones son de la cultura Lima, la huaca contiene expresiones materiales de tiempos tardíos como Ichma.

## Aspectos generales sobre la Huaca San Marcos
| ASPECTO            | INFORMACIÓN |
| Antecedentes       | El viajero Thomas J.Hutchinson (1873) publicó un tratado sobre los restos arqueológicos del Perú, ahí se mencionó al complejo arqueológico Maranga. Dentro se encontraron tres huacas: San Marcos, Huaca Concha y Huaca Middenforff. |
| Antecedentes       | Max Uhle realiza excavaciones en la cima de la huaca, descubrió vasijas grandes fragmentadas, denominó estilo “proto-Lima” |
| Antecedentes       | En 1925 el arqueólogo Jacinto Jijón y Caamaño excavó las tres huacas: sus trabajos lo llevaron a descubrir numerosos entierros humanos, cerámica de diversos tipos en las tumbas y en los rellenos arquitectónicos. |
| Descripción        | De relevancia: - Es un montículo piramidal. - Los muros tenían varios elementos estructurales: recintos, pasadizo, rampas, escalinatas y banquetas - Las continuas remodelaciones constituyen un cambio en las edificaciones. |
| Mates pirograbados | Se encontró adobitos echados y mates que representaban figuras pirograbadas: guerreros, rostros fieros. Estas representaciones son parte de la iconografía Moche, mas no el Lima, por lo que se considera que tuvo una influencia cultural por los Moches y las culturas norteñas. Así mismo, el tratamiento de los personajes es similar a la iconografía Nasca, por lo que se considera también una influencia sureña. |

## Contexto temporal
Durante los periodos del Intermedio Temprano (450-550 d. C.), Horizonte Medio 1 y 2, (550-750 d. C.) se hizo la ocupación de la huaca San Marcos. La construcción de la huaca inició desde el 450 d. C., es ahí cuando la cultura Lima gran poder, se logró la construcción de varias huacas como la Huaca Concha. Desde 550 d.c. el intercambio comercial se da en la costa central y andes centrales; es por ello que aumenta la producción de cerámica de estilo Nievería. Desde el año 600 d.c muchos de los edificios son abandonados por el auge del centro religioso Pachacamac

## Los límites del complejo Maranga
Los límites del conjunto arquitectónico de Maranga superaron el territorio del campus de San Marcos. 1.5 kilómetros de norte a sur y 1 kilómetro de este a oeste, este cálculo se pudo hacer gracias a las fotos aéreas de 1944 y 1946. La huaca está conformada por tres grandes estructuras que conforman un edificio que van de noroeste a suroeste siguiendo un patrón lineal. Las construcciones de Maranga se planificaron de acuerdo con las tres pirámides que se encuentran al oeste y son límites a la vez límites. Las demás construcciones se hicieron en el lado oriental del complejo, es así que en 1944 cuando se hizo una fotografía área, se calculó más de dieciséis edificios, estos a lo largo de los tiempos fueron desapareciendo. Esta lamentable desaparición de los montículos fue principalmente por la urbanización y el poco cuidados que se le otorgó. 

## Proceso de deterioro de la Huaca San Marcos
La Huaca San Marcos, al igual que otros monumentos arqueológicos, ha sido víctima del deterioro por culpa de diversos factores. Con la llegada de los conquistadores, y la creación de haciendas como las de Concha Maranga, Pando y Aramburú, se comenzó a dañar la pirámide por la construcción de canales de irrigación que corroían los costados del montículo. Desde aquí se empieza la práctica del huaqueo por parte de los hacendados.
Pero la expansión urbana de Lima será la causante de los mayores daños para la construcción de la Av. Venezuela se eliminó la plataforma sur de la huaca. En 1943, para la construcción de un nuevo Estadio nacional, se destruyo la cima de la huaca, y posteriormente, se destruyeron otras cinco pirámides del complejo para la construcción de la Ciudad Universitaria de San Marcos. Con la construcción del Hospital Naval se destruyo y recortó la plataforma oeste de la huaca. Con la remodelación del Estadio Universitario, se hace nuevos daños a la huaca, las cuales se registran como los daños más perjudiciales hechos a un monumento arqueológico en el país. 
Desde entonces, la Huaca San Marcos ha seguido sufriendo recortes que la han dañado significativamente, y actualmente se ha convertido en un tiradero de desmonte y basura.

## Galería

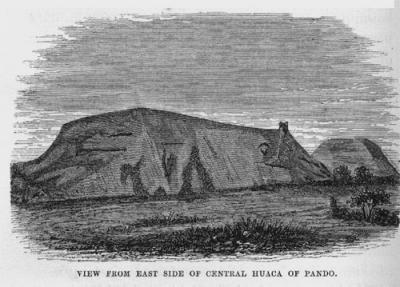
Huaca de San Marcos captada por Hutchinson en 1873, actualmente se ubica dentro de la Ciudad universitaria.
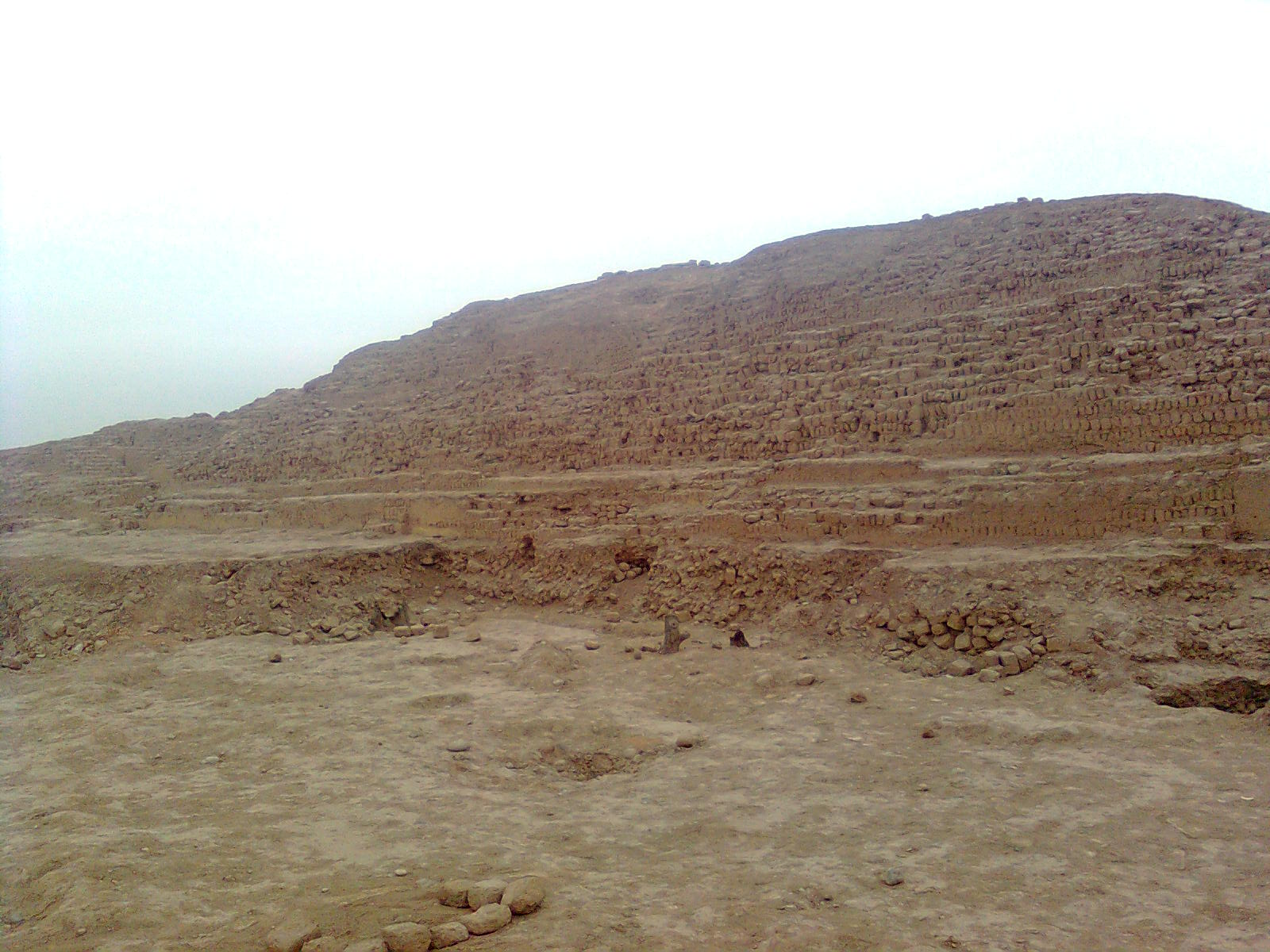
Vista de la plataforma superior de la Huaca San Marcos en el sitio arqueológico de Maranga.
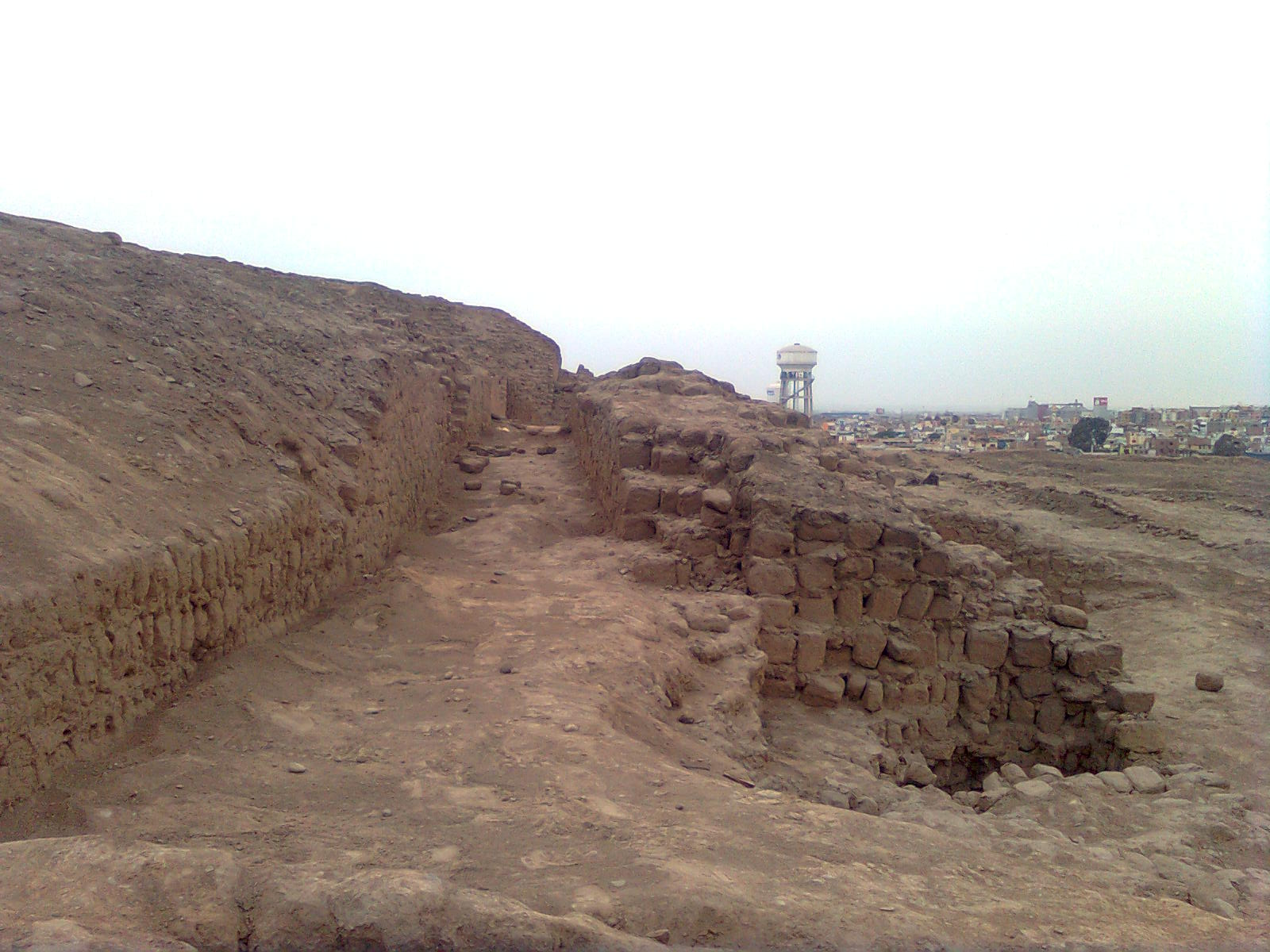
Estructuras superiores de la Huaca San Marcos en el sitio arqueológico de Maranga.
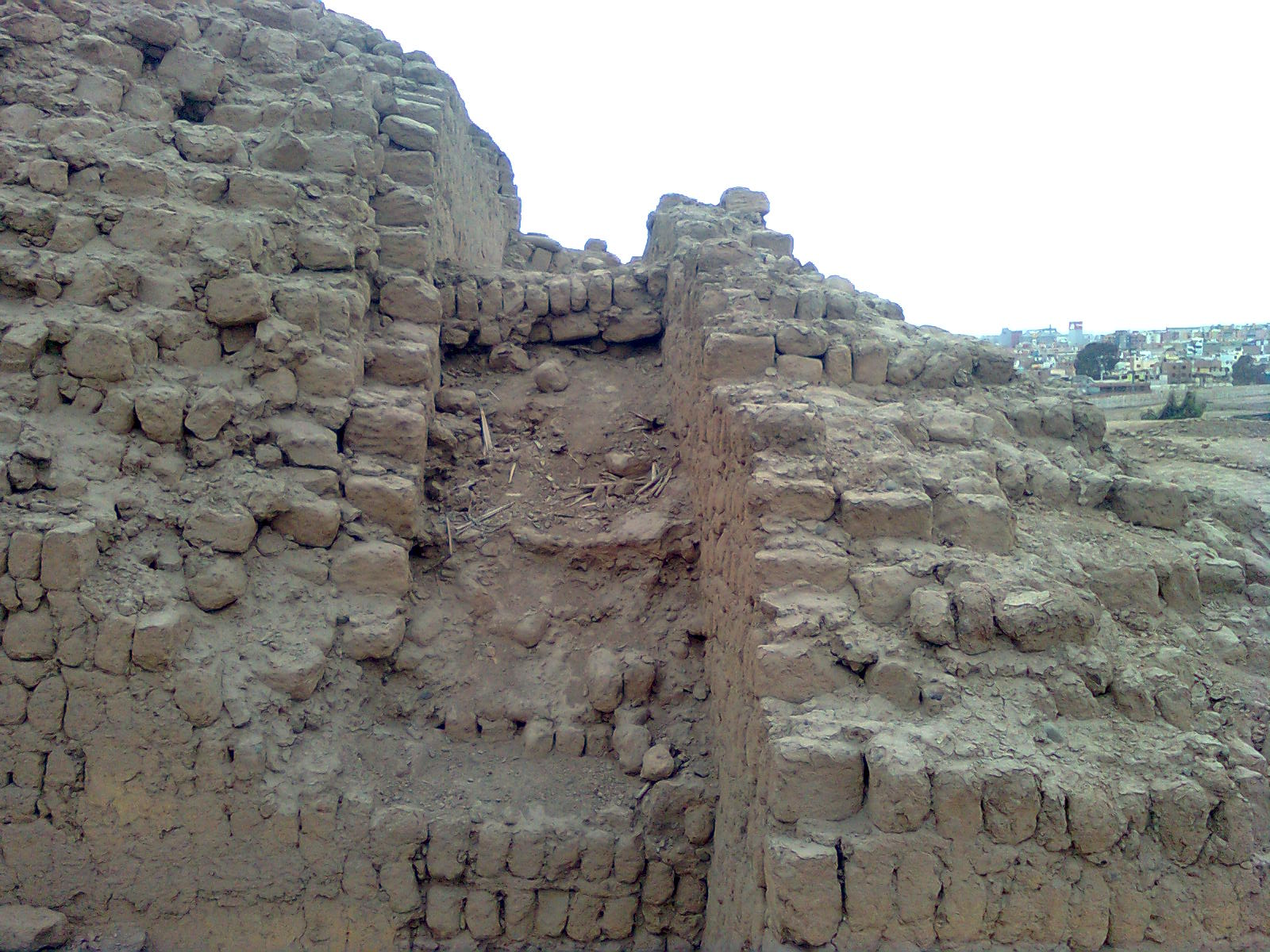
Sección de muros construidos con adobes y adobitos en la Huaca San Marcos en el sitio arqueológico de Maranga.
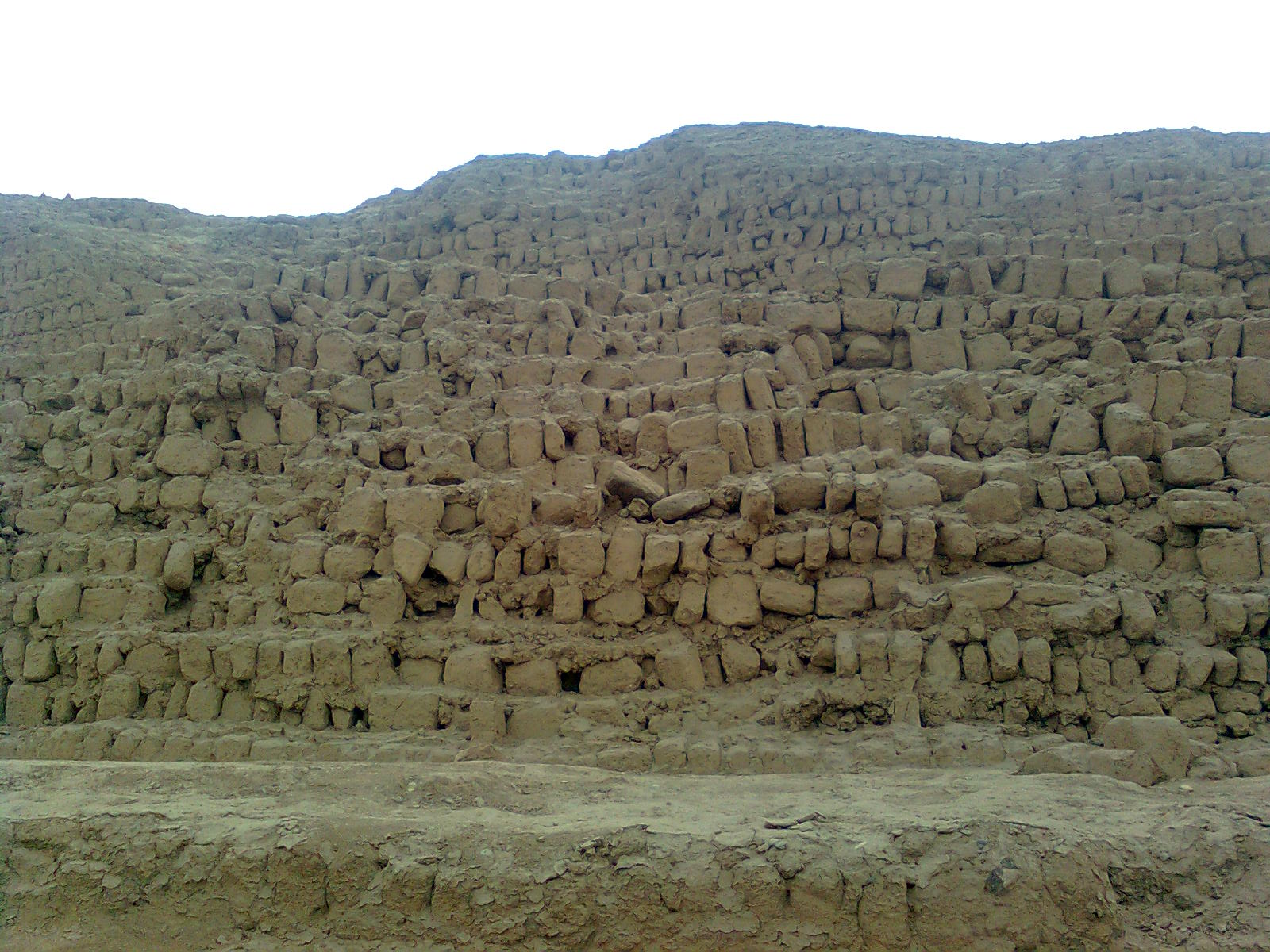
Estructuras de la Huaca San Marcos en el sitio arqueológico de Maranga.
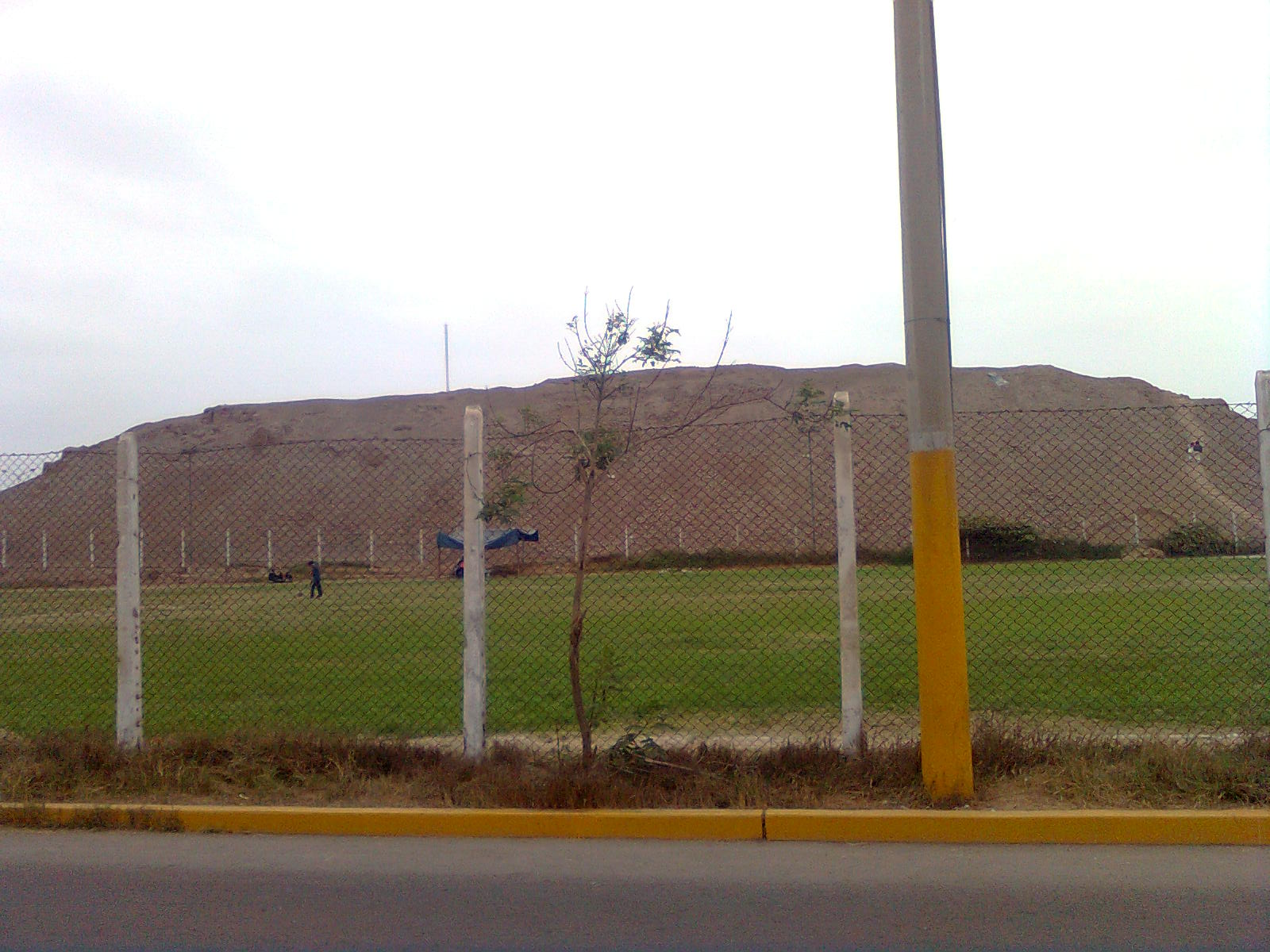
Vista lateral de la de la Huaca San Marcos en el sitio arqueológico de Maranga.
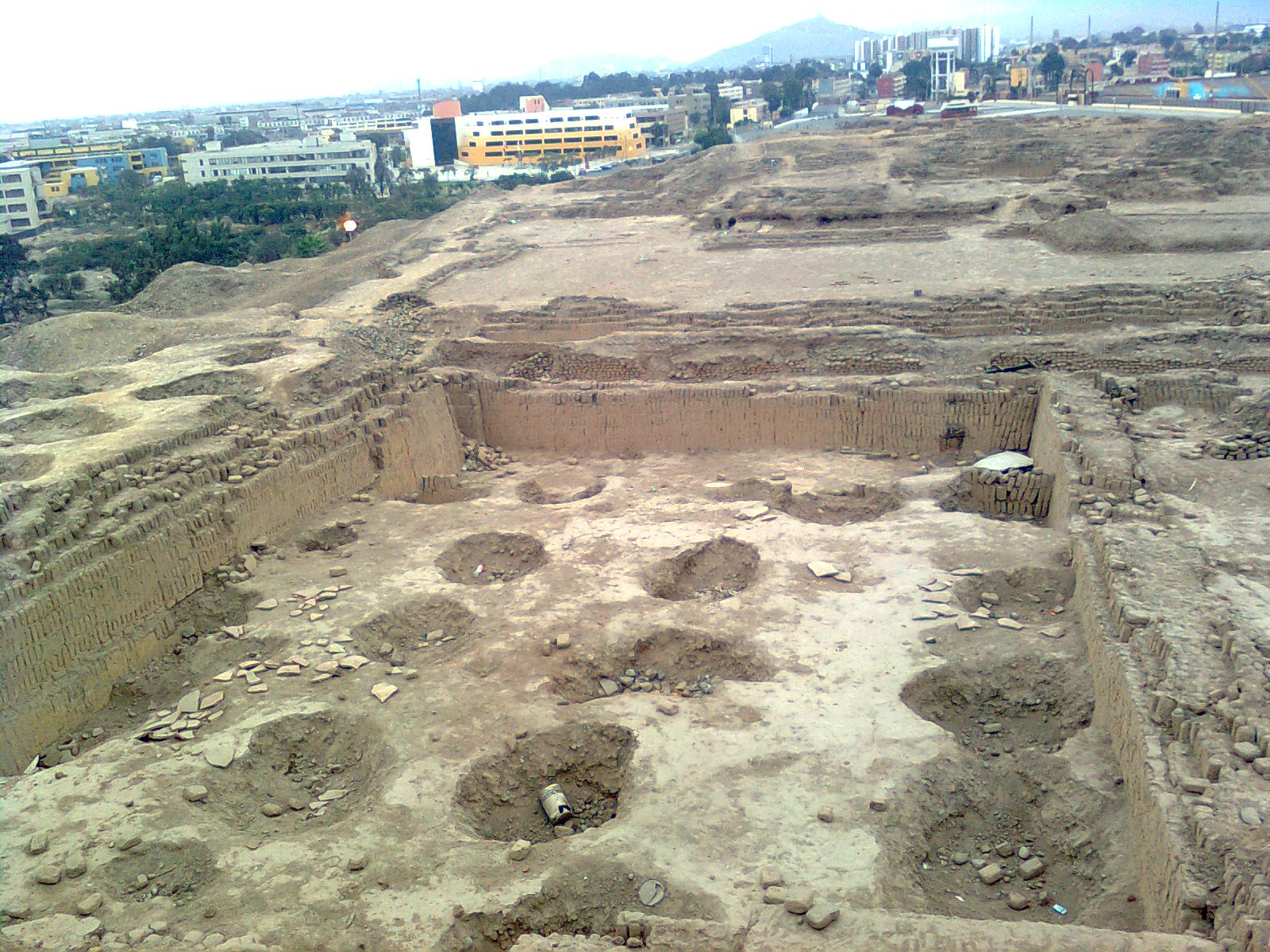
Vista superior de la Huaca San Marcos en el sitio arqueológico de Maranga.
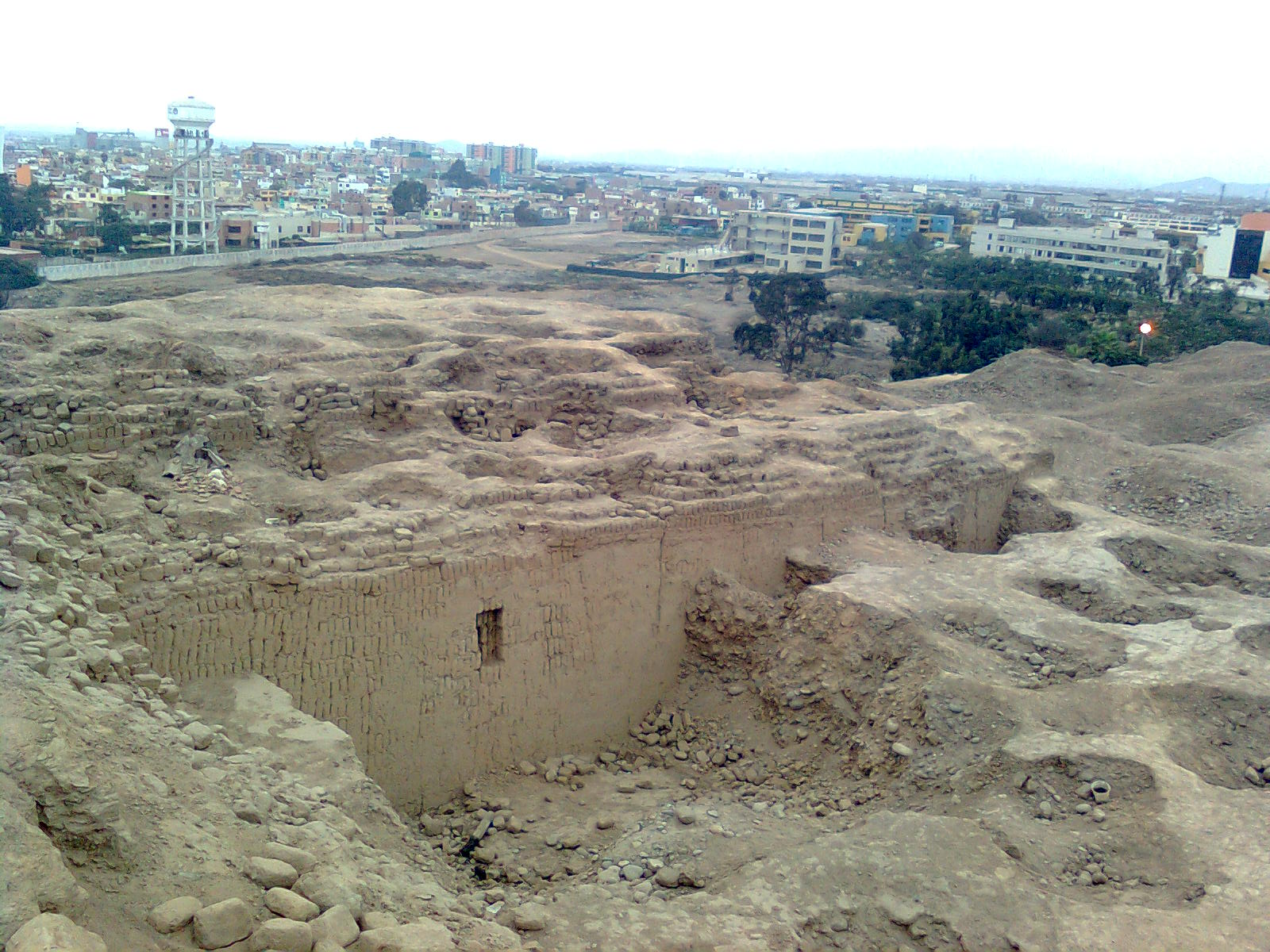
Edificaciones en la parte superior de la Huaca San Marcos en el sitio arqueológico de Maranga.
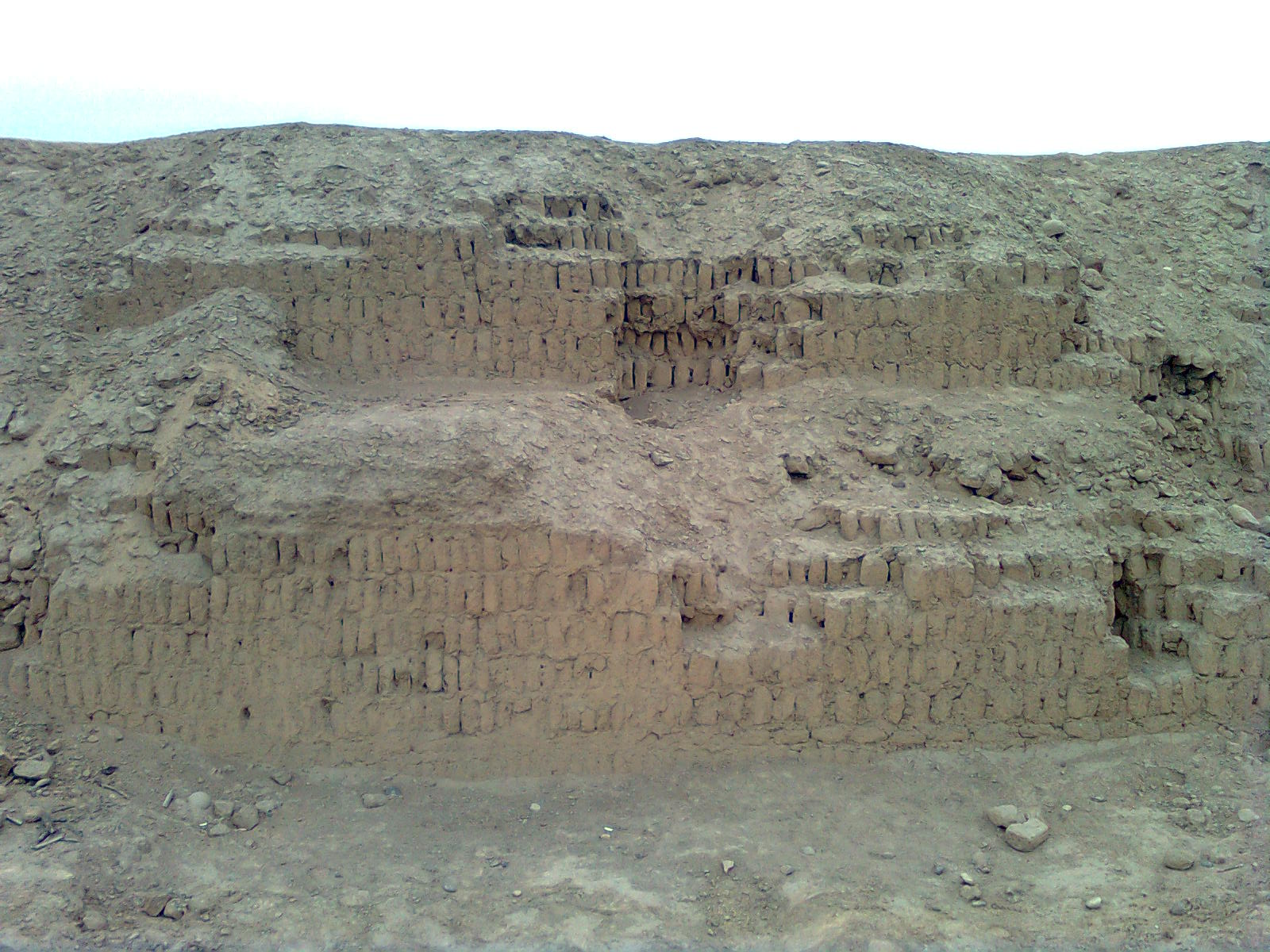
Muros construidos a base de adobes y adobitos correspondientes a la Huaca San Marcos en el sitio arqueológico de Maranga.
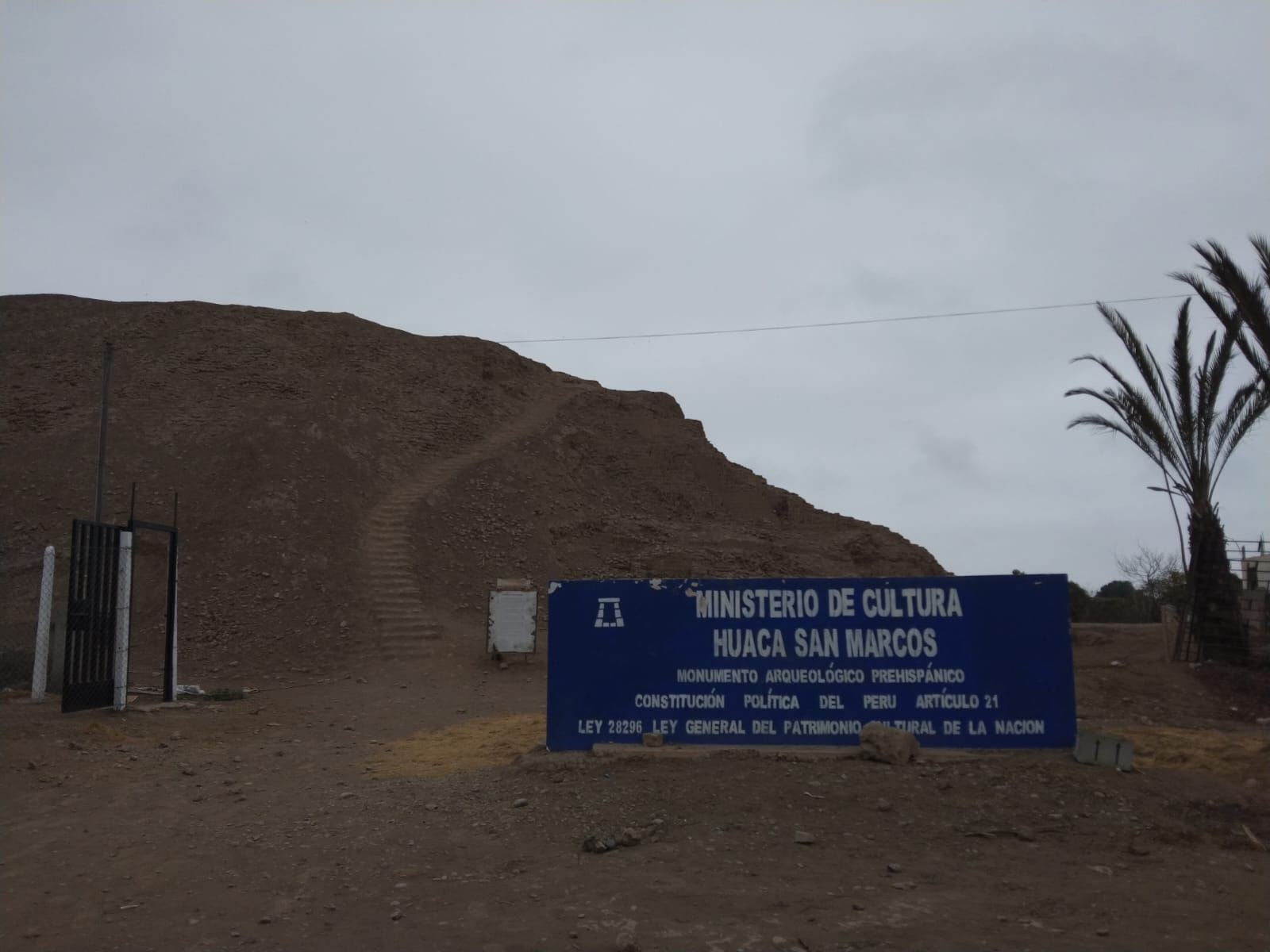
Monumento arqueológico prehispánico del Ministerio de Cultura que representa la defensa y protección del patrimonio cultural de la nación.
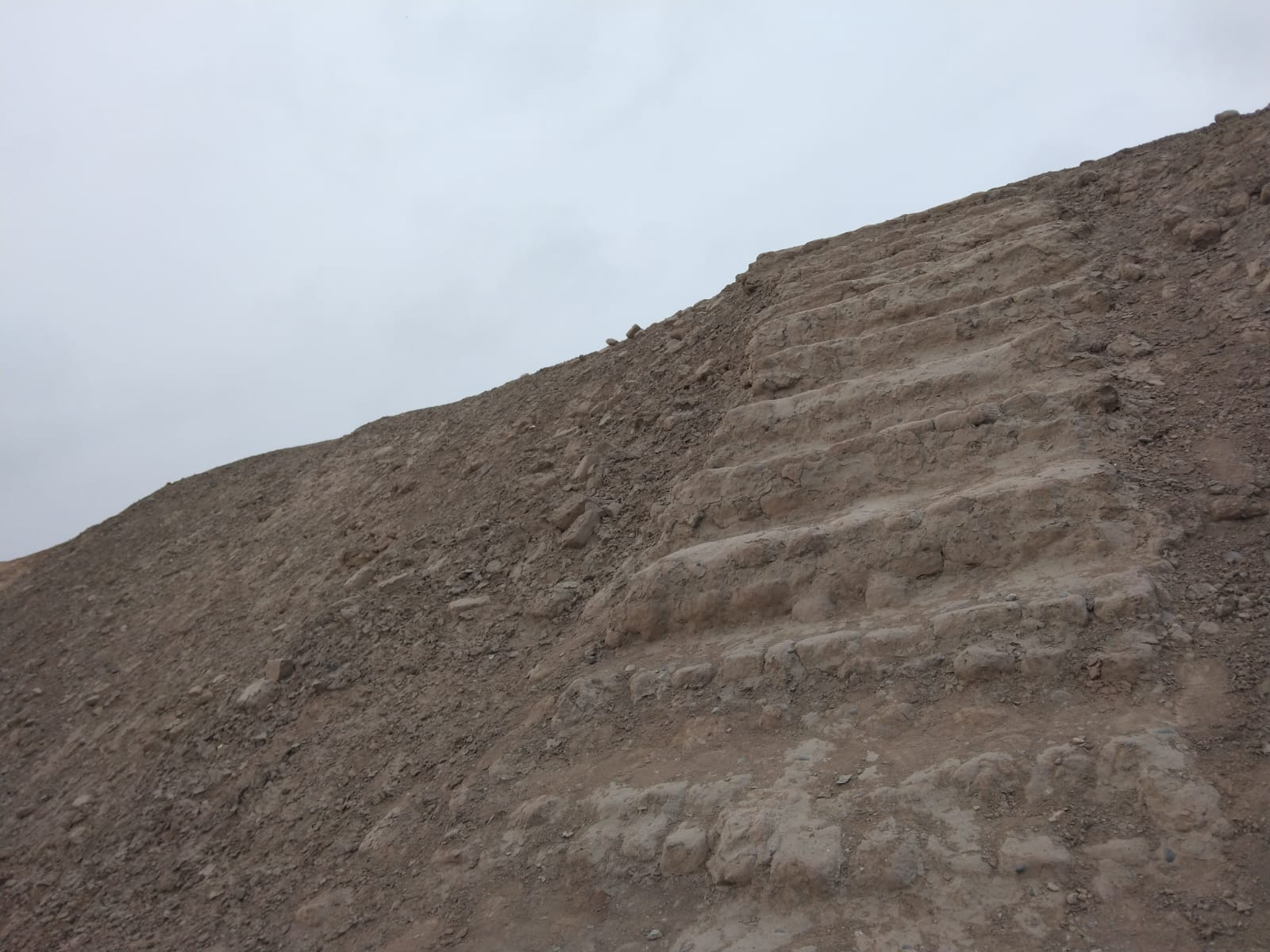
Escaleras que unen las plataformas de la Huaca San Marcos.
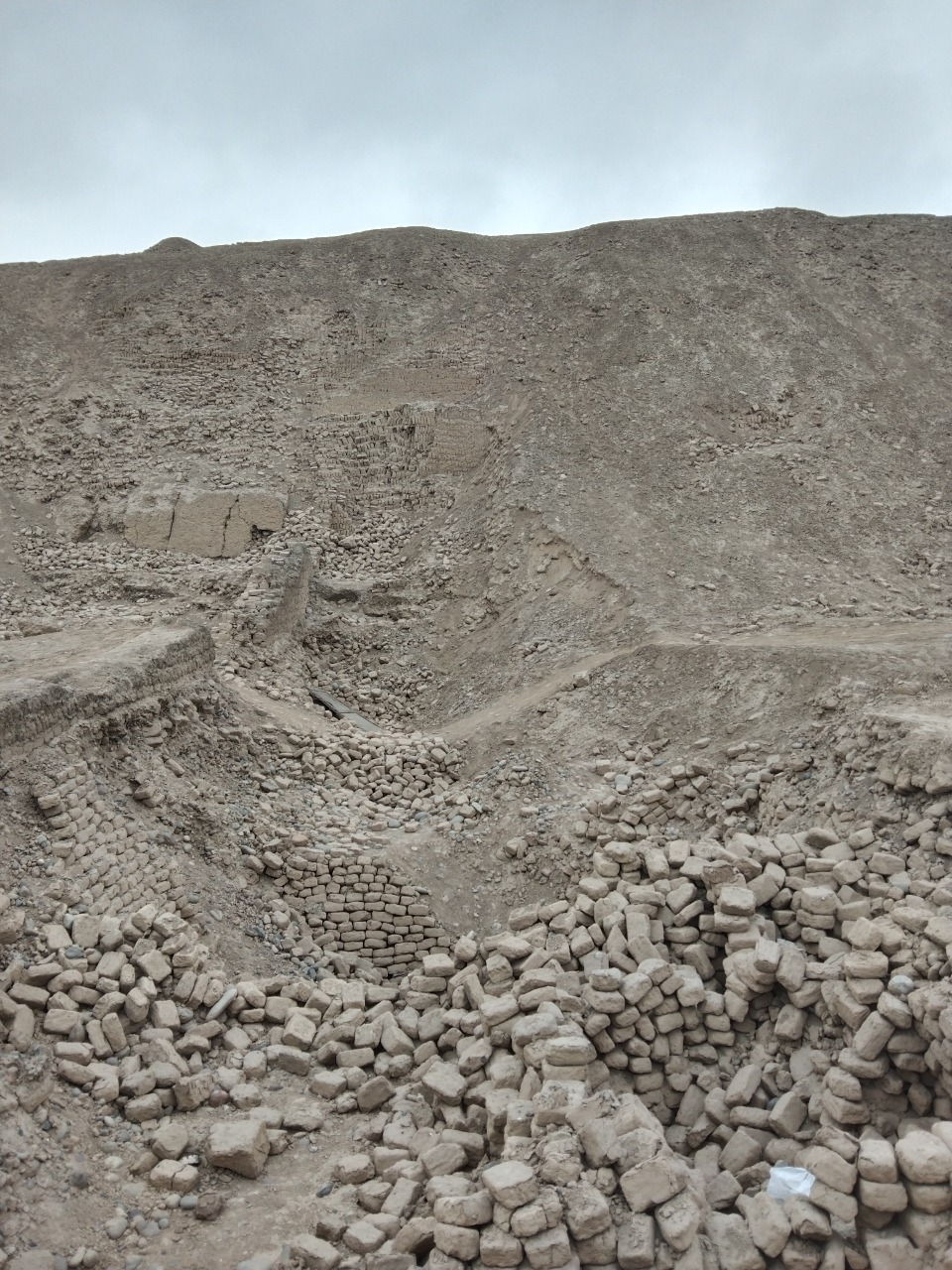
Degradación de los adobitos de algunas construcciones de la Huaca San Marcos.
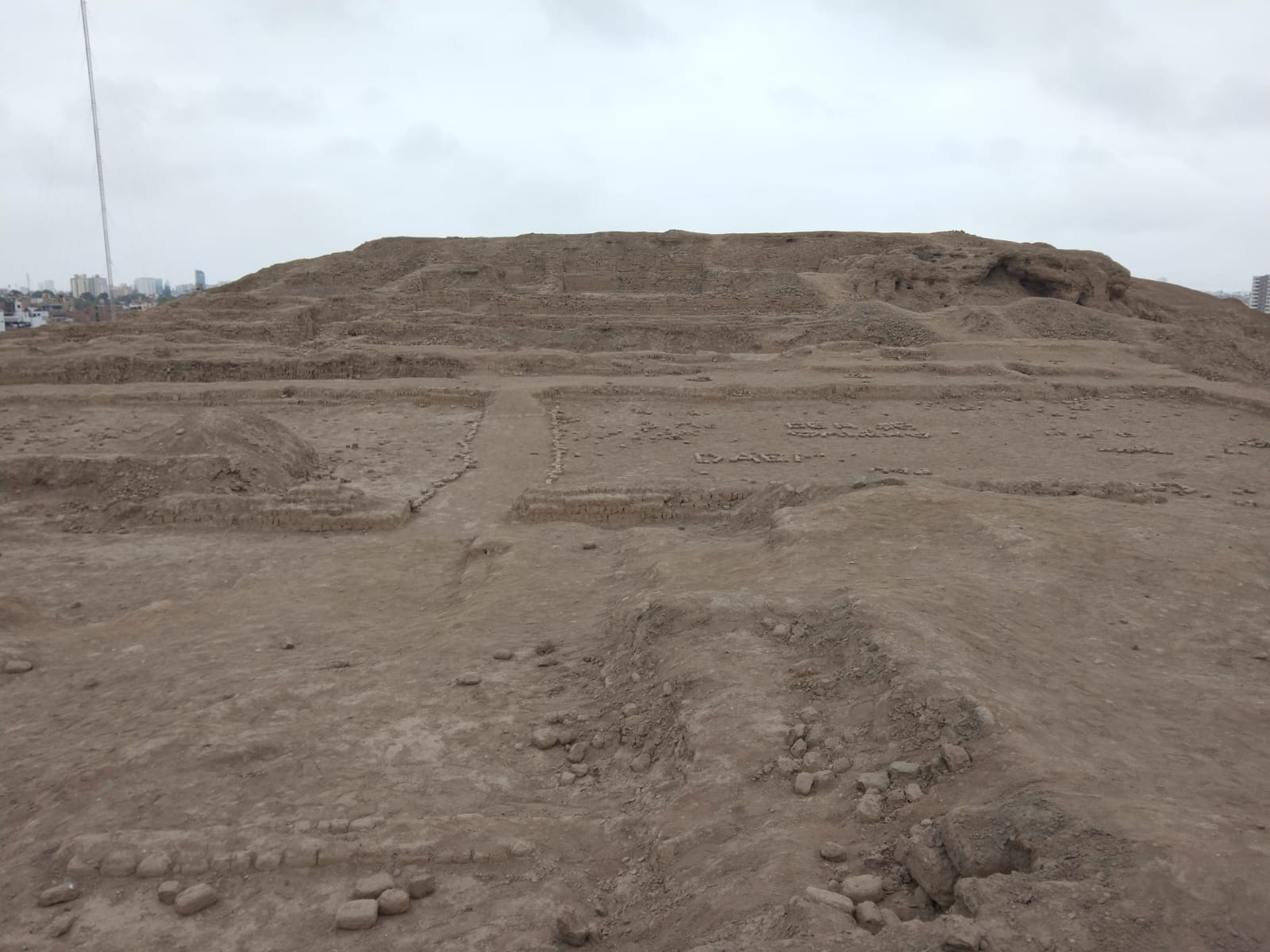
Recinto de los postes, posiblemente uno de los ambientes más importantes del sitio arqueológico de Maranga hacia los 600 años d.C.
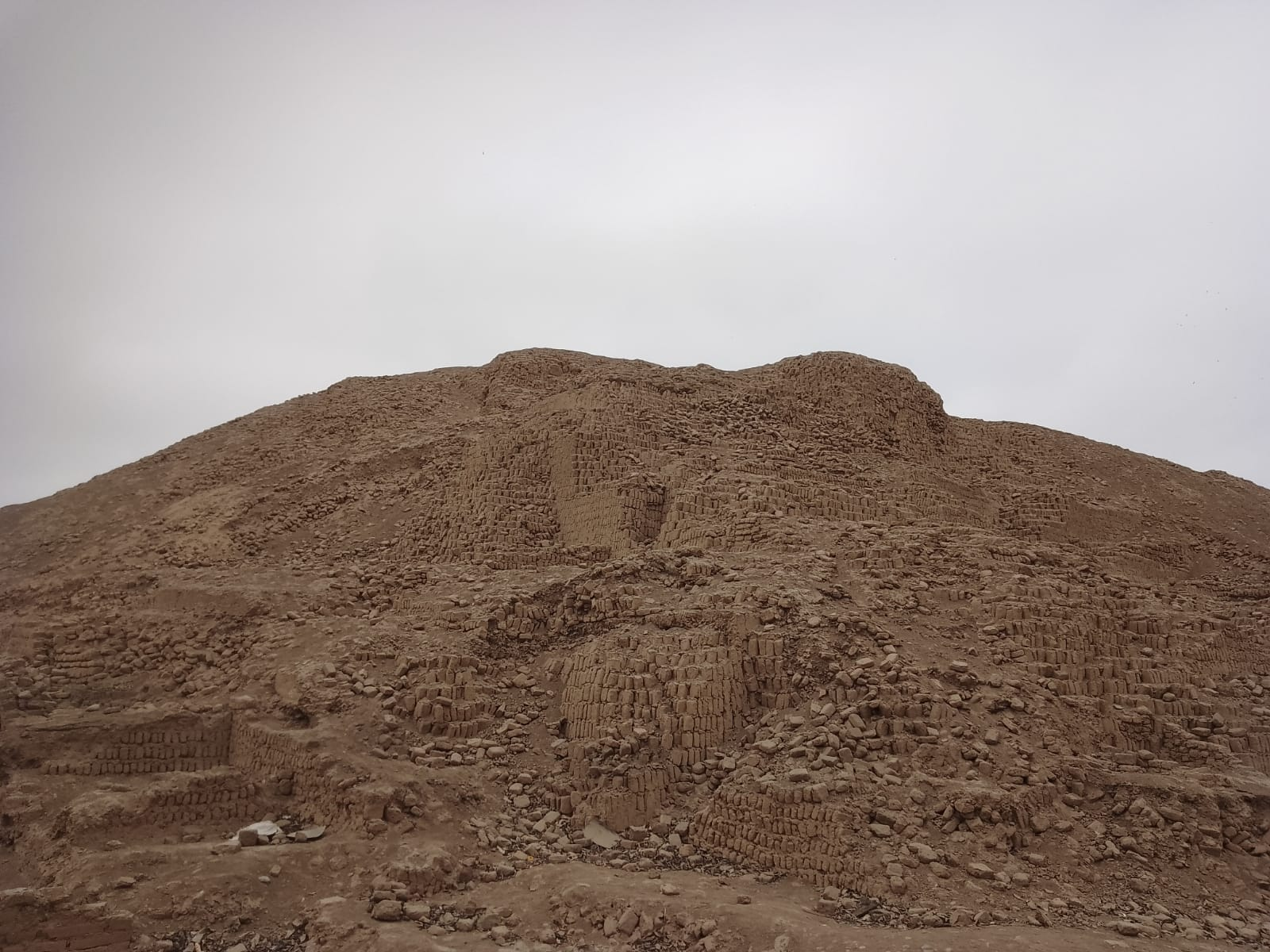
Construcciones en la parte lateral de la plataforma de la Huaca San Marcos.
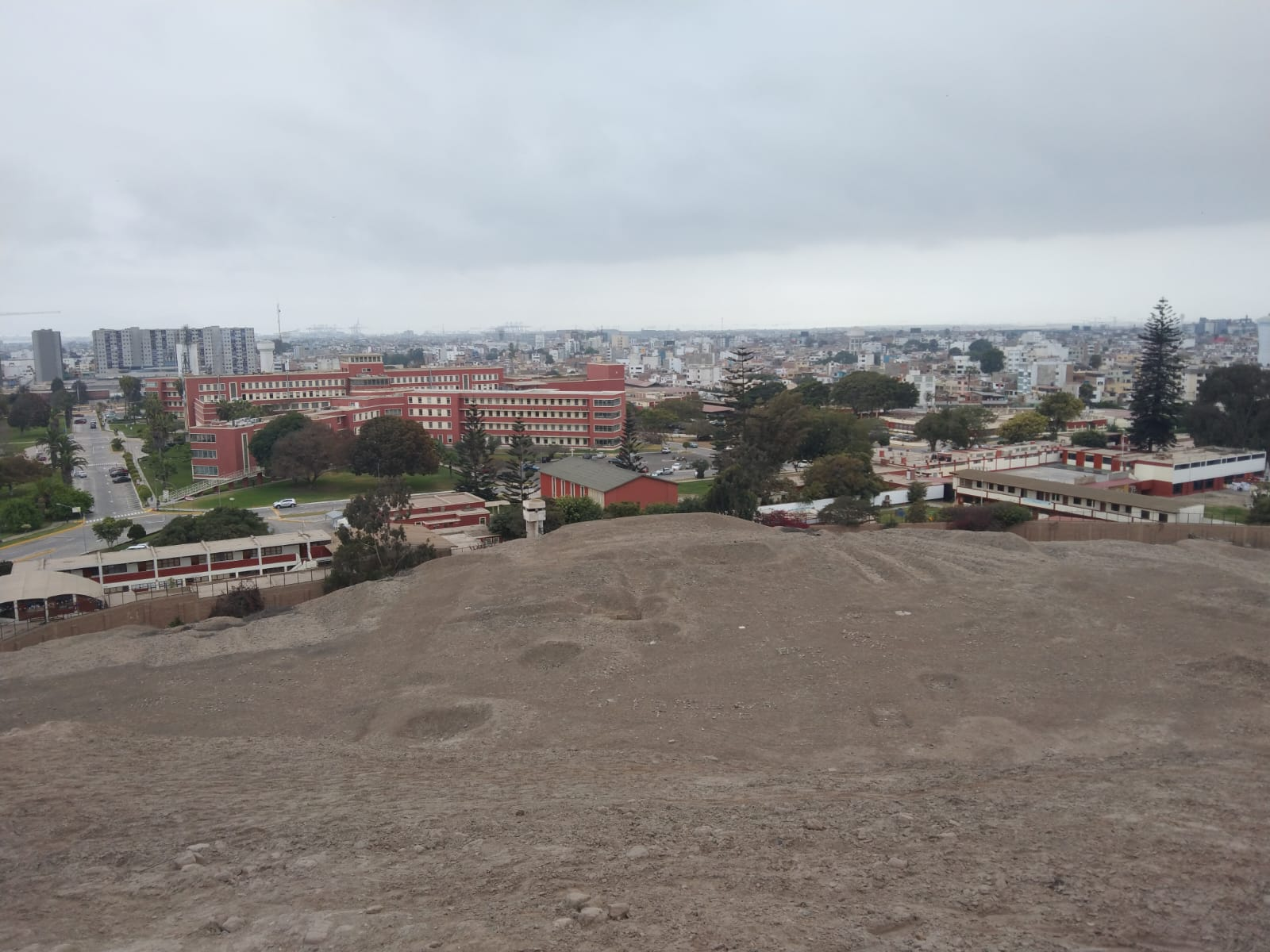
Plataforma anexa de la Huaca San Marcos.
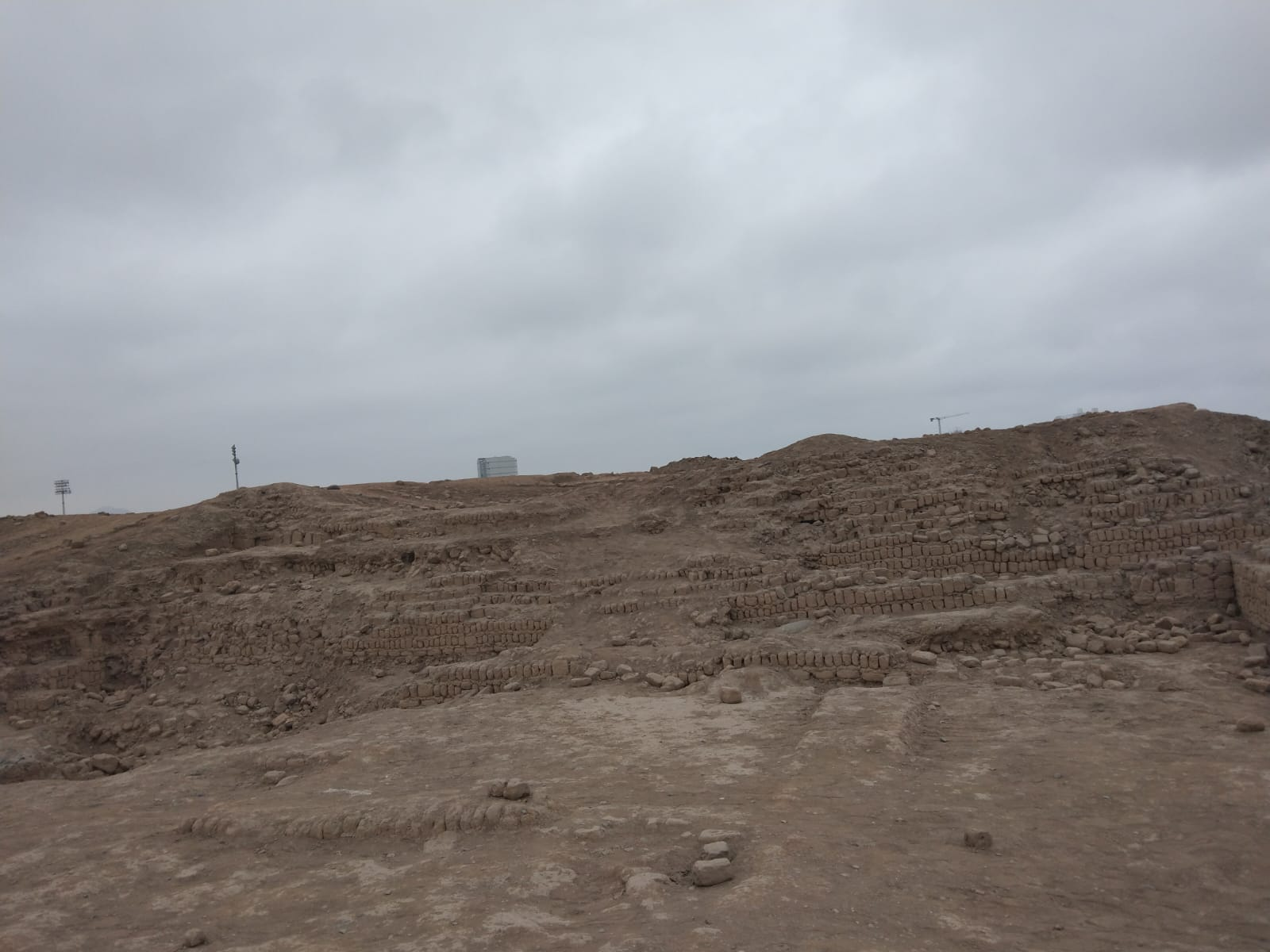
Construcciones con adobitos.
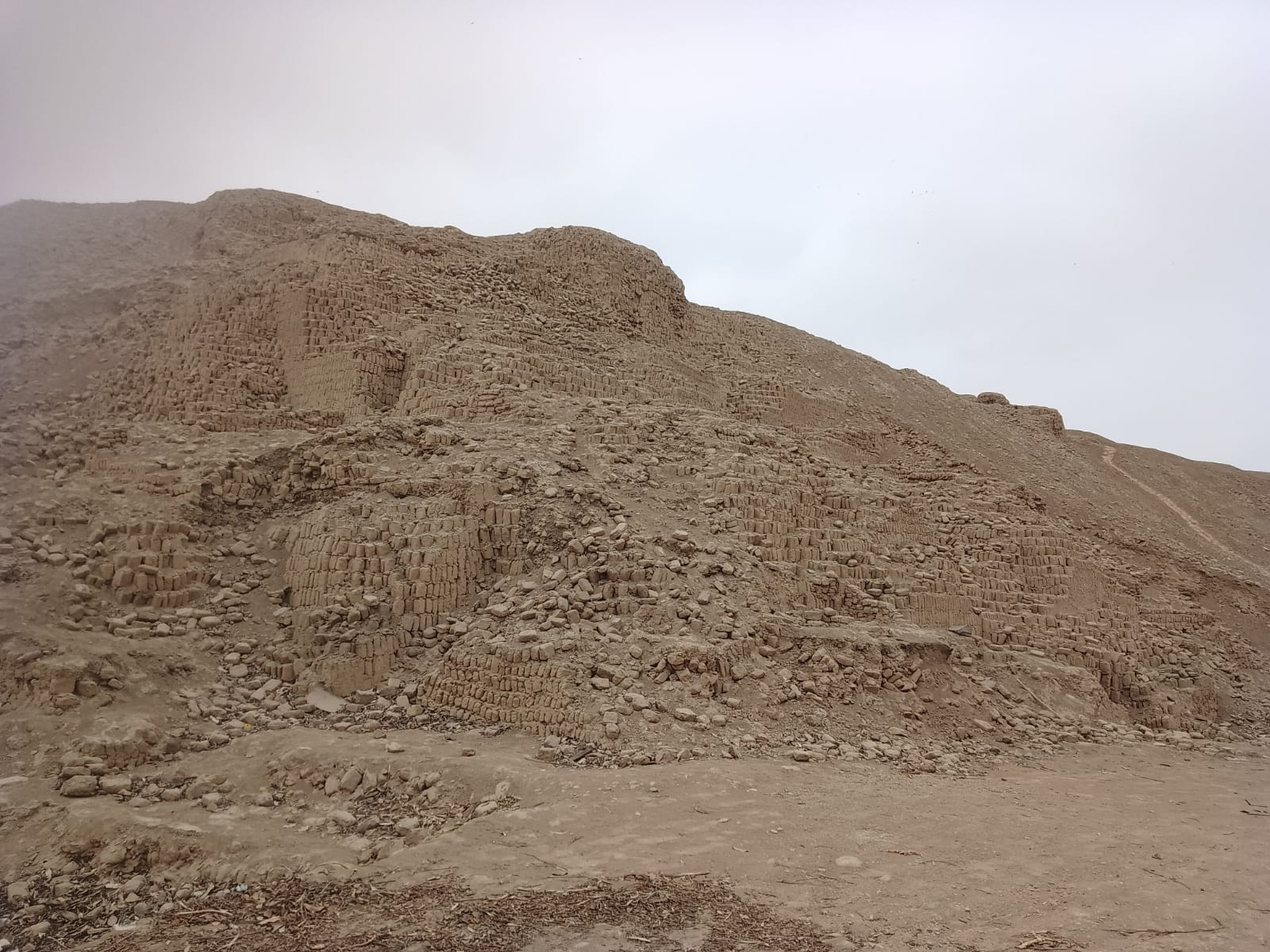
Lateral de la plataforma de la Huaca San Marcos.
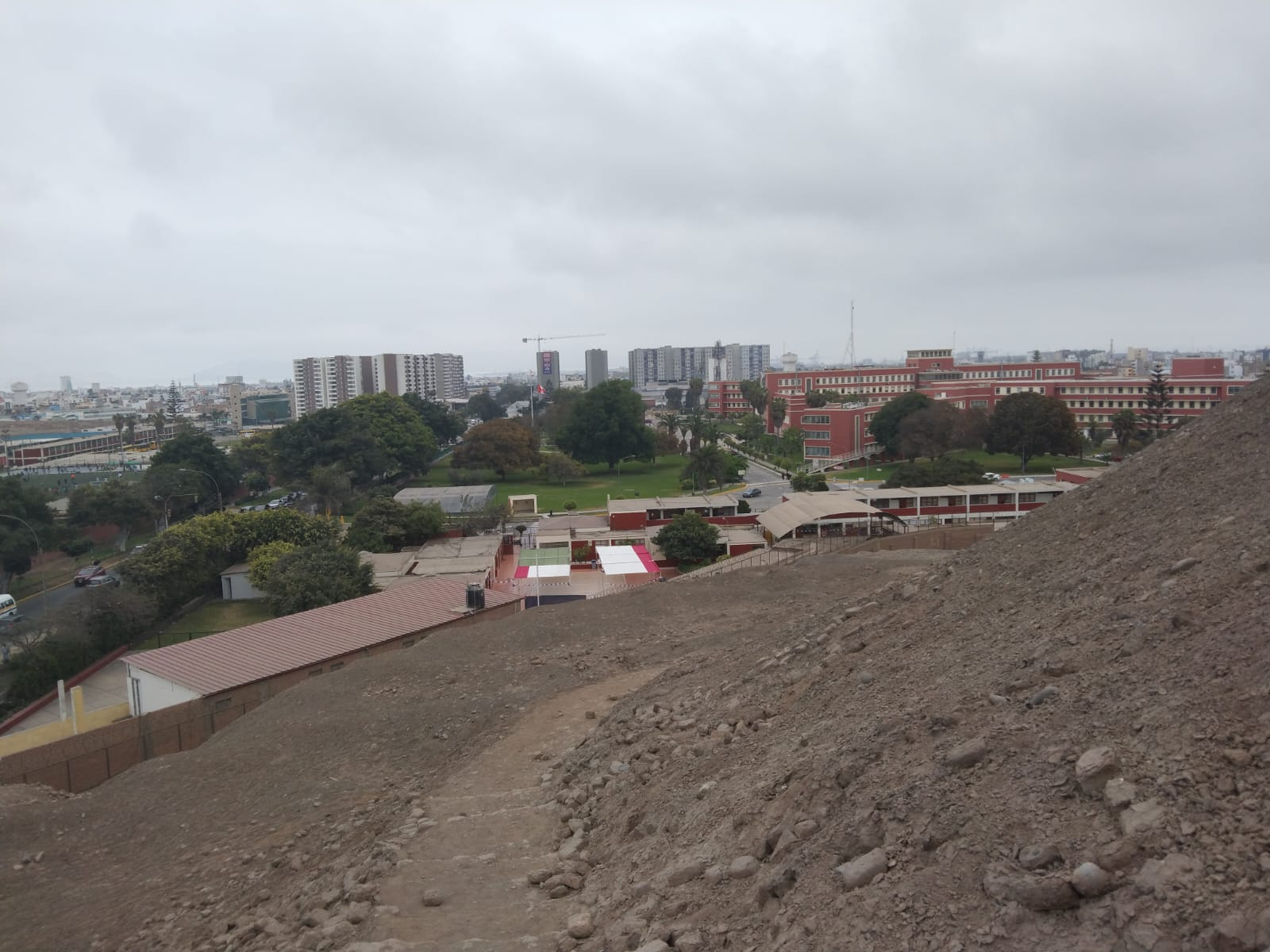
Camino a la plataforma anexa de la huaca.